# Río Nam On
El río Nam Ou  (en laosiano: ນ້ຳອູ, literalmente: "río tazón de arroz") es un importante afluente del río Mekong y uno de los principales ríos de Laos. Tiene una longitud de 448 km.

## Geografía

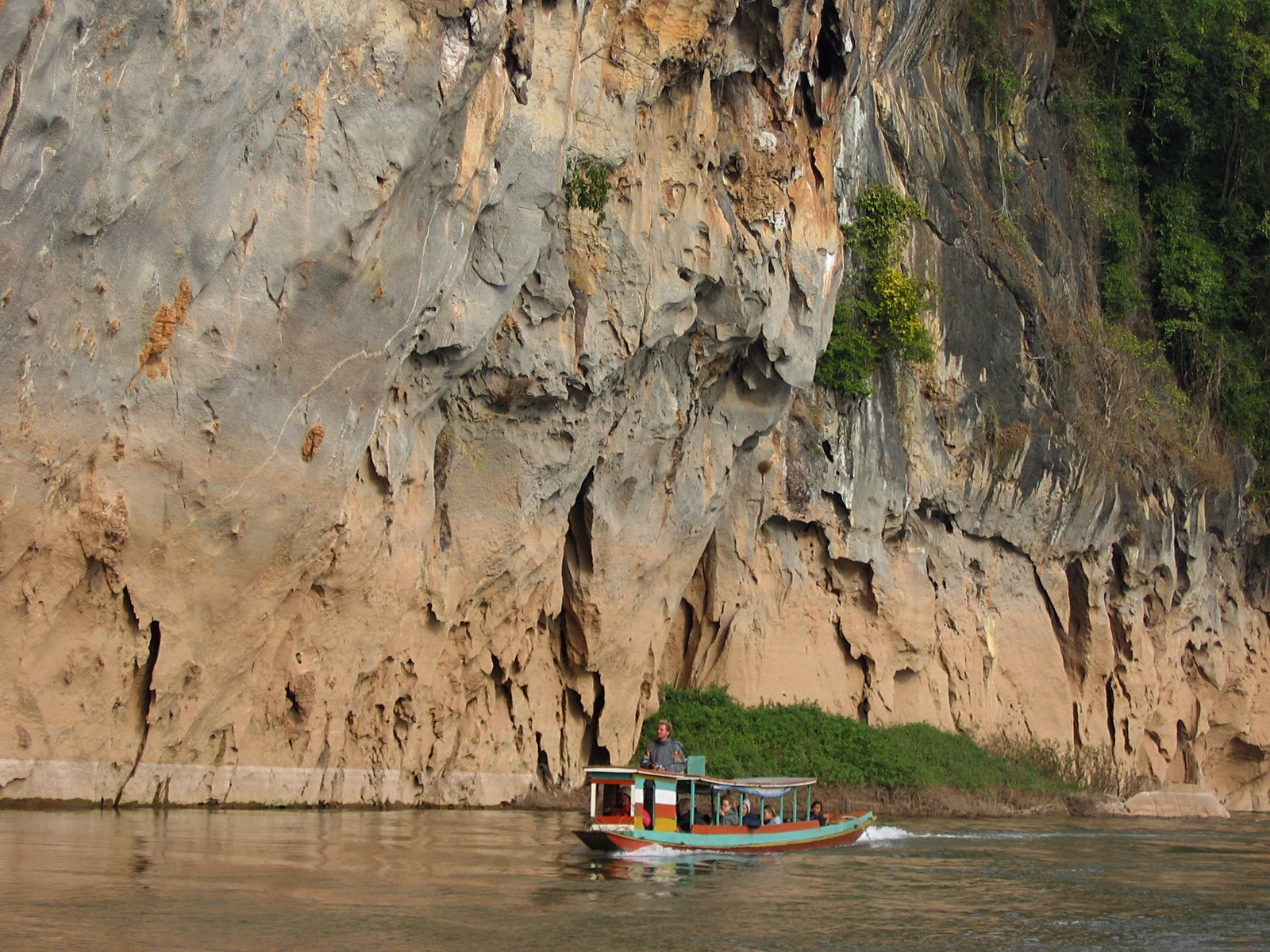
Un bote ferry entre Nong Khiao y Luang Prabang.

El río Nam Ou nace en provincia de Phongsali y después corre por la provincia de Luang Prabang, donde desagua en el río Mekong. El  Nam Ou es el único canal natural adecuado para grandes barcos de transporte. Cerca de su confluencia con el río  Mekong están las cuevas Pak Ou, famosas por sus estatuas de Buda.